# Ilona Béres
Ilona Béres (n. 4 iunie 1942, Budapesta, Ungaria) este o actriță maghiară, laureată a premiilor Kossuth și Jászai Mari, distinsă cu titlurile de artist emerit, maestru al artei și artist al națiunii.

## Biografie
Între anii 1956 și 1960 a făcut parte din Ansamblul Artistic Central al Ligii Tineretului Comunist Ungar.
A absolvit Academia de Teatru și Film în 1964, la clasa lui Géza Pártos, fiind colegă de promoție cu Judit Halász, Teri Torday, Erika Szegedi și Gyöngyi Polónyi.
Între anii 1964-1966 a jucat la Teatrul Csokonai din Debrețin, iar în 1966 s-a transferat la Teatrul Madach din Budapesta.
În perioada 1967-1969 a făcut parte din trupa Teatrului Național din Budapesta, apoi a jucat timp de 15 ani (1969-1984) la Teatrul de Comedie (Vígszínház).
În 1984 s-a alăturat din nou Teatrului Național, unde a fost invitată de László Vámos.
Între anii 2000 și 2012 a fost membru al Teatrului Maghiar din Pesta. Din 2014 a jucat ca actriță invitată în câteva piese puse în scenă la Teatrul Național și la Teatrul József Attila.
În 1967 a dat în judecată Compania Maghiară de Film (Magyar Filmgyártó Vállalatot) din cauza faptului că a suferit unor divergențe apărute în ceea ce privește filmul Egy szerelem három éjszakája, regizat de György Révész. Motivul nemulțumirii a fost faptul că s-a îmbolnăvit grav după ce a trebuit să filmeze timp de trei zile pe un frig pătrunzător o secvență în care se plimba cu barca pe apele înghețate ale Dunării. A câștigat procesul, dar nu a mai obținut de atunci un rol principal în filme.
În anul 2013 a fost aleasă membru titular al Academiei de Arte a Ungariei, iar în 2014 a primit titlul de artist al națiunii.
Din 1995 până în 1999 a făcut parte din comisia de decernare a premiului Aase. În anul 2000 a fost aleasă președinte al Asociației Actorilor Maghiari MASZK, îndeplinind această funcție până în 2004. Între anii 2007-2010 a fost președinte al consiliului de administrație al Fundației artiștilor de la Teatrul Maghiar Pro Solidaritas 2007. Ani de zile a predat la Academia Teatrului Maghiar din Pesta (fostul Nemzeti Stúdió).
Calitățile sale actoricești și expresivitatea interpretării au făcut să fie comparată cu actrițele maghiare Margit Lukács și Mária Sulyok.
A fost căsătorită de două ori: mai întâi cu Ferenc Bessenyei (cu care s-a căsătorit în ziua de după absolvirea academiei, dar de care a divorțat ulterior) și apoi, din 1973, cu Tamás.

## Roluri în teatru
- Lajos Szécsi: Sztanyiszlavszkij emlékest
- George Bernard Shaw: Om și supraom....szobalány
- Milán Füst: Boldogtalanok....Víg Vilma
- Gábor Thurzó: Hátsó ajtó....Anni
- William Shakespeare: Cum vă place....Rosalinda
- Ferenc Móra: Móra Ferenc emlékest....
- Imre Trencsényi: Ő és én....fekete nő
- Brecht: Jó embert keresünk....Sen-Te; Sui-Ta
- Ibsen: Peer Gynt....Ingrid; a zöldruhás nő; Anitra
- Achard: A bolond lány....Josefa Lantenay
- Ferenc Molnár: Olympia....Olympia
- Mór Jókai: A bolondok grófja....Kalazánczia
- Shakespeare: Poveste de iarnă....Perdita
- Shaw: A cárnő....Nagy Katalin
- Tamás Emőd: Francia király....a márkiné
- Osborne: Bamberg-vér....Melanie hercegnő
- Péter Müller: Szemenszedett igazság....Sophie
- Sándor Bródy: A fejedelem....a fejedelemasszony
- Shakespeare: Visul unei nopți de vară....Hermia
- László Németh: Az áruló....Adél
- Shaw: Warrenné házassága....Vivie; Warrenné
- Iván Boldizsár: Túlélők....Gizella; Szerb Antalné
- László Gyurkó: Szerelmem, Elektra....Khrüszothemisz
- György Somlyó: Somlyó György est....
- Kafka: America....Clara
- Zoltán Jékely: Angalit és a remeték....Angalit
- Shakespeare: Comedia erorilor....Adriana; Emília
- Dostoievski: A félkegyelmű....Aglaia
- Ibsen: Solness építőmester....Hilda Wangel
- Shaw: A hős és a csokoládékatona....Luka
- Károly Szakonyi: Adáshiba....Vanda
- Edlis: Hol van a testvéred, Ábel?.....a pincérlány
- O'Neill: Eljő a jeges....Cora
- Williams: Nyár és füst....Alma Winemiller
- Feydeau: Bolha a fülbe....Raymonde
- Iván Szenes: Vízum nélkül... Álljunk meg egy pillanatra!....
- Cehov: Trei surori....Natalia Ivanovna
- György Schwajda: Palamédesz....Athéné
- Ayckbourn: Keresztül-kasul....Teresa Phillips
- Tibor Déry: Képzelt riport egy amerikai pop-fesztiválról....Beverley; Marianne
- Shakespeare: Vízkereszt, vagy amit akartok....Olívia
- Frisch: Don Juan, avagy a geometria szerelme....Miranda
- Cehov: Livada de vișini....Sarlotta Ivanovna; Ljubov Andrejevna Ranyevszkája
- Gorki: Barbárok....Lídia
- Rolland: A szerelem és a halál játéka....Sophie de Courvoisier
- Lev Tolstoi: Sonata Kreutzer....Maria Fiodorovna
- Bond: Fej vagy írás....leány
- István Csurka: Versenynap....Mimi
- Kesey: Kakukkfészek....Ratched nővér
- István Csurka: Házmestersirató....Poós Zsuzsa
- István Csurka: Deficit....W
- Cehov: Platonov....Sofia
- Pomerance: Az elefántember....Miss Sandwich; Mrs. Kendal
- István Örkény: Forgatókönyv....Stella
- Krleža: Léda....Klara
- Miklós Vámos: Valaki más....nő
- András Nagy: Báthory Erzsébet....Báthory Erzsébet grófnő
- Géza Páskándi: A szélmalom lakói....Erzsébet
- Molière: Tartuffe....Elmira
- Maksim Gorki: Jegor Bulicsov és a többiek....Glafira
- Euripide: Troienele....Heléna
- Endre Vészi: Le az öregekkel!....Sasadiné
- Molière: Tudós nők....Philaminte
- László Németh: Galilei....Niccolininé
- Gyula Illyés: Lélekbúvár....özvegy Gáboryné
- Erzsébet Galgóczi: Vidravas....Karolina
- Imre Sarkadi: Elveszett paradicsom....Éva
- Bertolt Brecht: A kaukázusi krétakör....kormányzóné
- Sándor Márai: A kassai polgárok....Ágnes
- István Örkény: Tóték....Tótné
- Berkoff: Görög....Anya; Szfinx; Pincérnő II.
- Ferenc Molnár: Panoptikum avagy a király füle....Clementine hercegnő
- Gogol: Háztűznéző....Arina Pantyeleimonovna
- Misima: Komacsi a sírnál....öregasszony; Jaszuko; Dzsicuko; Szépség
- Sardou-Moreau: Szókimondó asszonyság....Szókimondó Kata
- Grimm: Csipkerózsika....Dajka
- Kálmán Mikszáth: Szent Péter esernyője....Wibra Anna; Smilinszkyné
- Euripide: Medeea....Medeea
- Goethe: Faust....Márta
- Dezső Szomory: Bella....Louise
- Gergely Csiky: A nagymama....Langó Seraphine
- Zsigmond Móricz : Nem élhetek muzsikaszó nélkül....Mina néni
- Magda Szabó: Régimódi történet....Stillmungus Mária Margit
- Ferenc Molnár: A hattyú....Beatrix
- Gyula Krúdy: Szindbád kertje....Majmunka
- Williams: Az ifjúság édes madara....Alexandra del Lago
- Mihály Vörösmarty: Csongor és Tünde....Éj
- Misima: Sade márkiné....Mure Montreuil
- Zsolt Pozsgai: Boldog Asztrik küldetése....Gizella
- Merimée-Pușkin-Bizet-Meilhac-Halévy: Carmen....Micaela anyja
- Belloon: A csütörtöki hölgyek....Heléne
- Pușkin: Boris Godunov....Sujszkij
- Hellman: Rejtett játékok....Albertine Prine
- Duffy: A világ feleségei....
- Huszka-Martos: Bob herceg....A királynő
- Sándor Weöres: Theomachia....Kronos
- McDonagh: Piszkavas....Mag
- Shakespeare: Nevestele vesele din Windsor....Sürge asszony; Fordné
- Homérosz-Márai-Hamvas: Odüsszeusz Tours....Penelopé
- Dear: Hatalom....Ausztriai Anna
- Maeterlinck: A kék madár....Til Anyu; A Macska; Az Anyai Szeretet
- Bennett: Beszélő fejek....Dudorászó - Rosemary
- Wilder: Szent Lajos király hídja....Montemayor márkiné
- Trier: Hullámtörés....Stella McNeill
- Bolton-Wooehouse-Lindsay-Crouse-Weidman: Mi jöhet még?!....Evangeline Harcourt
- Milán Füst: Máli néni....Novák Amál
- Brecht: A szecsuáni jó ember....Isten
- Kesselring: Arzén és levendula....Abby
- Gershe: A pillangók szabadok....Mrs. Baker
- Williams: Macska a forró tetőn....Édesanya
- Peter Shaffer: Equus....Hesther Salomon bírónő

## Filmografie

### Filme de cinema
- 1962 Esős vasárnap
- 1962 Omul de aur (Az aranyember) - Tímea
- 1963 Întuneric în plină zi (Nappali sötétség) - Pötyi
- 1963 Hattyúdal
- 1963 Párbeszéd
- 1964 Igen
- 1965 Álmodozások kora
- 1965 Fiii omului cu inima de piatră (A kőszívű ember fiai) - Alfonsine Plankenhorst
- 1966 Szentjános fejevétele
- 1966 Aranysárkány
- 1967 Cele trei nopți ale unei iubiri (Egy szerelem három éjszakája) - Melitta
- 1967 Egy nap a paradicsomban
- 1970 N.N., a halál angyala
- 1983 Hófehér
- 1983 Elveszett illúziók
- 1986 Macskafogó
- 2001 Moszkva tér
- 2001 Reménytelen gyilkosok
- 2007 Macskafogó 2: A sátán macskája
- 2008 Bosszú

## Dublaje de voce
- Cacealmaua: Billie - Eileen Brennan
- Noaptea: Lidia - Jeanne Moreau
- Corabia nebunilor: Condesa - Simone Signoret
- Casablanca: Yvonne - Madeleine LeBeau
- Un bărbat și o femeie: Anne Gauthier - Anouk Aimée
- Il Sorpasso: Lilly Cortona - Catherine Spaak
- Un weekend pierdut: Helen St. James - Jane Wyman
- Tot înainte, Dick!: Martha Hoggett - Hattie Jacques
- Verdict: Teresa Leoni - Sophia Loren
- Blaubart: Lilian - Karin Baal
- Băieți duri: Sandy - Hilary Shepard
- Noaptea amintirilor: Klára - Arletty
- Crimă sub soare: Daphne Castle - Maggie Smith
- Septembrie: Diane - Elaine Stritch

## Teatru radiofonic
- Vizita la domiciliu (1983)
- Cehov: Pescărușul (1997) .... Polina
- Balthasar Ildikó: prima călătorie (2015) ... povestitoare

## Premii
- Inelul memorial Irén Varsányi (1973)
- Premiul Jászai Mari (1973)
- Premiul SZOT (1982)
- Artist emerit (1983)
- Ordinul de Merit al Ungariei în grad de cavaler (1992)
- Maestru al artei (1996)
- Premiul Kossuth (2000)
- Premiul municipiului Budapesta (2003)
- Membru pe viață al Halhatatlanok Társulata (2004)
- Premiul criticilor de teatru (2004)
- Membru pe viață al Teatrului Național (2004)
- Premiul Főnix (2005, 2009)
- Inelul memorial Ferenc Sík (2006)
- Premiul Prima (2011)
- Ordinul de Merit al Ungariei în grad de mare cruce[11]
- Cetățean de onoare al sectorului Kispest (2013)
- Artist al națiunii (2014)
- Premiul Bilicsi (2016)
- Premiul Klári Tolnay (2017)
- Premiul Pro Urbe Budapesta (2017)[12]

## Filme documentare
- Szerkeszti a színész – Béres Ilona műsora (1983)
- Mestersége színész – Béres Ilona (2005)
- Kézjegy – Szilaj szabadság: Béres Ilona színművész portréja (2010)
- Záróra – Béres Ilona (2011)
- Hogy volt?! – Béres Ilona televíziós munkáiból (2011)
- A nagyok – Béres Ilona (2016)